# Guilherme IV da Provença
Guilherme IV (†1030) foi conde da Provença de 1018 até sua morte. Era filho de Guilherme II, o qual sucedeu junto com seus irmãos Fulco e Godofredo. É mencionado em muitos documentos de sua mãe, Gerberga, a qual atuou como sua regente até 1019. Era o mais velho dos três irmãos e parece ter sido o primeiro a ser intitulado conde. Não deixou descendentes.